# Strychnos jobertiana
Strychnos jobertiana is een plantensoort uit de familie Loganiaceae. Het is een klimstruik die stengels tot 30 meter lang kan hebben. De plant kan opgroeien tot in het bladerdak, waar hij zich door middel van ranken vasthecht aan de stam en takken. De vruchten zijn bolvormige en kunnen een diameter van 5 centimeter of meer groot worden De vruchten hebben een houtachtige schil.
Delen van de plant worden soms uit het wild geoogst voor lokaal gebruik als voedsel en parfum. Zo zijn de vruchten eetbaar. De geurige bladeren worden fijngestampt en gemengd in rum. Het hierdoor ontstane parfum wordt door mannen gebruikt om vrouwen aan te trekken.
De soort komt voor in Zuid-Amerika, van Colombia tot in Zuid-Venezuela en Peru. Hij groeit daar in laaglandregenwouden.